# Knut Furuhjelm
Sten Knut Johan Furuhjelm, född 23 juli 1813 i Urdiala, död 26 november 1892 i Helsingfors, var en finländsk militär och ämbetsman. Han var far till Edvard Furuhjelm.
Furuhjelm studerade vid Uppsala universitet och Kejserliga Alexanders Universitetet i Finland, blev 1832 officer i ryska armén och deltog i striderna i Kaukasien. Han deltog, befordrad till överste 1854, i försvaret av Bomarsund under Krimkriget och tillfångatogs av engelsmännen. Efter återkomsten ur krigsfångenskapen var han landshövding i Kuopio län 1855–1862 och chef för senatens militieexpedition 1862–1882. Under hans tid skedde militärväsendets omorganisering genom införandet av värnplikten. I senaten företrädde han i allmänhet en konservativ riktning. Han tilldelades geheimeråds titel 1872. 